# Parque nacional de Khao Phanom Bencha
El Parque nacional de Khao Phanom Bencha (en tailandés, อุทยานแห่งชาติเขาพนมเบญจา) es un área protegida del sur de Tailandia, en la provincia de Krabi. Tiene 50,12 kilómetros cuadrados de extensión y fue declarado en 1981, como el parque nacional n.º 30 del país. 
El paisaje es de montaña cubierta de selva. Su punto más alto, el pico Khao Phanom Bencha, alcanza los 1.397 m s. n. m.